# Subotica, Svilajnac
Subotica (izvirno srbsko Суботица) je naselje v Srbiji, ki upravno spada pod Občino Svilajnac; slednja pa je del Pomoravskega upravnega okraja.

## Demografija
V naselju živi 623 polnoletnih prebivalcev, pri čemer je njihova povprečna starost 45,5 let (44,8 pri moških in 46,1 pri ženskah). Naselje ima 238 gospodinjstev, pri čemer je povprečno število članov na gospodinjstvo 3,18.
To naselje je, glede na rezultate popisa iz leta 2002, večinoma srbsko.
|  |

| Demografija | Demografija     | Demografija     |
| Leto        | Št. prebivalcev | Št. prebivalcev |
| ----------- | --------------- | --------------- |
|             |                 |                 |
|             |                 |                 |
|             |                 |                 |
|             |                 |                 |
| 1948        | 1142            |                 |
| 1953        | 1183            |                 |
| 1961        | 1231            |                 |
| 1971        | 1231            |                 |
| 1981        | 1292            |                 |
| 1991        | 1256            | 911             |
| 2002        | 1241            | 757             |
|             |                 |                 |

| Etnična sestava po popisu iz leta 2002 | Etnična sestava po popisu iz leta 2002 | Etnična sestava po popisu iz leta 2002 | Etnična sestava po popisu iz leta 2002 | Etnična sestava po popisu iz leta 2002 |
| -------------------------------------- | -------------------------------------- | -------------------------------------- | -------------------------------------- | -------------------------------------- |
| Srbi                                   | Srbi                                   |                                        | 716                                    | 94,58%                                 |
| Vlahi                                  | Vlahi                                  |                                        | 27                                     | 3,56%                                  |
| Romuni                                 | Romuni                                 |                                        | 13                                     | 1,71%                                  |
| Bošnjaki                               | Bošnjaki                               |                                        | 1                                      | 0,13%                                  |
| Neznano                                | Neznano                                |                                        | 0                                      | 0,0%                                   |